# Браші-Крік (округ Вільямсон, Техас)
Браші-Крік (англ. Brushy Creek) — переписна місцевість (CDP) в США, в окрузі Вільямсон штату Техас. Населення — 22 519 осіб (2020).

## Географія
Браші-Крік розташоване за координатами 30°30′45″ пн. ш. 97°44′16″ зх. д. / 30.51250° пн. ш. 97.73778° зх. д. (30.512553, -97.737724).  За даними Бюро перепису населення США в 2010 році переписна місцевість мала площу 18,13 км², з яких 18,02 км² — суходіл та 0,11 км² — водойми. В 2017 році площа становила 17,07 км², з яких 16,96 км² — суходіл та 0,11 км² — водойми.

## Демографія
Згідно з переписом 2010 року, у переписній місцевості мешкали 21 764 особи в 7409 домогосподарствах у складі 5924 родин. Густота населення становила 1200 осіб/км².  Було 7856 помешкань (433/км²).
Расовий склад населення:
| - 77,7 % — білих - 12,0 % — азіатів - 4,1 % — чорних або афроамериканців - 0,5 % — корінних американців - 0,1 % — вихідців з тихоокеанських островів - 2,4 % — осіб інших рас |

До двох чи більше рас належало 3,1 %. Частка іспаномовних становила 13,1 % від усіх жителів.
За віковим діапазоном населення розподілялося таким чином: 31,8 % — особи молодші 18 років, 62,1 % — особи у віці 18—64 років, 6,1 % — особи у віці 65 років та старші. Медіана віку мешканця становила 36,2 року. На 100 осіб жіночої статі у переписній місцевості припадало 96,5 чоловіків;  на 100 жінок у віці від 18 років та старших — 93,1 чоловіків також старших 18 років.
Середній дохід на одне домашнє господарство  становив 113 772 долари США (медіана — 99 544), а середній дохід на одну сім'ю — 125 525 доларів (медіана — 110 115). Медіана доходів становила 81 891 долар для чоловіків та 45 915 доларів для жінок. За межею бідності перебувало 2,9 % осіб, у тому числі 1,9 % дітей у віці до 18 років та 2,9 % осіб у віці 65 років та старших.
Цивільне працевлаштоване населення становило 10 684 особи. Основні галузі зайнятості: освіта, охорона здоров'я та соціальна допомога — 21,0 %, науковці, спеціалісти, менеджери — 17,0 %, виробництво — 15,8 %.